# Lameue Mns Baro
Lameue Mns Baro is een bestuurslaag in het regentschap Pidie van de provincie Atjeh, Indonesië. Lameue Mns Baro telt 365 inwoners (volkstelling 2010).